# I Forgot to Remember to Forget
«I Forgot to Remember to Forget» (с англ. — «Я забыл, что надо вспомнить позабыть») — песня, написанная Стеном Кеслером и Чарли Фитерсом. Первое исполнение песни принадлежит Элвису Пресли. Песня была опубликована 20 августа 1955 года на стороне «Б» сингла «Mystery Train». В различных версиях сингла две этих композиции размещаются в различном порядке, поэтому однозначная идентификация того, какая композиция являлась заглавной, затруднительна. Песня стала очень популярной и немало способствовала росту популярности Пресли. Данный сингл стал последним, записанным Пресли на лейбле Sun, и первым его синглом, достигшим первой позиции в национальном хит-параде.

## История песни
Песня была записана 11 июля 1955 года на студии Sun Studios лейбла Sun Records. 20 августа (вместе с песней «Mystery Train») она была выпущена в виде сингла. В декабре 1955 года сингл был перевыпущен лейблом RCA Victor.
25 февраля 1956 песня достигла первой строчки чарта Hot Country Songs в категориях Billboard C&W Best Sellers in Stores (где провела на первой позиции две недели) и Billboard C&W Most Played in Juke Boxes (где провёла на первой позиции пять недель). В общей сложности в кантри-чартах песня провела 39 недель.

## Кавер-версии
Песня неоднократно перепевалась многими исполнителями:
- Группа «Битлз» записала данную песню 1 мая 1964 года для радиошоу «From Us to You» на BBC (шоу вышло в эфир 18 мая); вокальную партию исполнял Джордж Харрисон. Данная запись была официально опубликована в 1994 году на компиляционном альбоме Live at the BBC[9].
- Джонни Кэш включил кавер-версию песни в свой студийный альбом Greatest! (1959 год) и в концертный альбом The Survivors Live (1982 год).
- Крис Айзек записал кавер-версию песни для своего студийного альбома Beyond the Sun (2011 год).
- Песня также записывалась такими исполнителями, как Джонни Холлидей, Ванда Джексон, Том Грин и многими другими[10].